# Rout Remixes
Rout Remixes è un EP del gruppo musicale britannico Enter Shikari, pubblicato il 16 gennaio 2012.
Il 45 giri, disponibile per l'acquisto in due differenti colori (nero e grigio), contiene i remix dei singoli Sssnakepit e Quelle Surprise realizzati da Rout, progetto solista del cantante degli Enter Shikari Rou Reynolds.

## Tracce
Testi di Rou Reynolds, musiche degli Enter Shikari.
Lato A
1. Sssnakepit (Rout Remix) – 4:32

Lato B
1. Quelle Surprise (Rout VIP Remix) – 5:20